# Пирро, Андре
Андре Пирро (фр. André Gabriel Edmé Pirro; 12 февраля 1869, Сен-Дизье — 11 ноября 1943, Париж) — французский музыковед и органист.
Получил начальное музыкальное образование у своего отца Жана Пирро. В дальнейшем занимался как вольнослушатель в органных классах Сезара Франка и Шарля Мари Видора. В начале 1890-х гг. вошёл в круг музыкантов, основавших парижскую Schola Cantorum, преподавал в ней историю музыки. В 1907 г. защитил в Сорбонне диссертацию доктора музыки «Эстетика Иоганна Себастьяна Баха» (фр. L'Esthétique de Jean-Sébastien Bach). С 1912 г. преподавал в Сорбонне, с 1930 г. профессор, в последние годы возглавлял кафедру истории музыки, сменив в этой должности Ромена Роллана (впоследствии опубликовавшего некролог Пирро). С 1937 г. в отставке.
Помимо Баха, Пирро посвятил отдельные исследования Дитриху Букстехуде (1911) и Генриху Шютцу (1913), выпустил обзорный труд «Клавесинисты» (фр. Les Clavecinistes; 1924), монографии «Музыка в Париже в царствование Карла VI» (фр. La Musique à Paris sous le règne de Charles VI, 1380-1422; 1930) и «Французская музыка от Средних веков до Революции» (фр. La Musique française du Moyen Âge à la Révolution; 1940).